# Liolaemus molinai
Liolaemus molinai este o specie de șopârle din genul Liolaemus, familia Tropiduridae, descrisă de Valladares în anul 2002. Conform Catalogue of Life specia Liolaemus molinai nu are subspecii cunoscute.